# بوليارني
بوليارني (بالروسية: Полярный) هي إحدى مدن روسيا في الكيان الفدرالي الروسي مورمانسك أوبلاست.